# Лион Спраг де Камп
Лион Спраг де Камп (на английски: Lyon Sprague de Camp) е американски писател на научна фантастика и фентъзи.

## Биография и творчество
Роден е на 27 ноември 1907 г. в Ню Йорк, САЩ. Завършва технически университет в Калифорния през 1930 г. Няколко години по-късно защитава дисертация, след което около 2 години се занимава с преподавателска дейност. По време на Втората световна война служи в американския морски флот.
Професионално с литература започва да се занимава след края на войната. Неговото първо публикувано произведение е разказът The Isolinguals, който излиза през 1937 г. на страниците на списание Astounding Science Fiction. В началото на кариерата си той пише 3 хумористични фентъзи поредици в съавторство с Флетчър Прат. Тези негови произведения го правят популярен сред читателите на фантастика и фентъзи. През следващите няколко години Де Камп пише произведения на друга тематика, а след това заедно с Лин Картър дописват и развиват записки на Робърт Хауърд. Произведенията му от този период излизат около 10 години по-късно като сборници и романи за Конан написани от Лион Де Камп и Робърт Хауърд.
През 1970-те години и през следващите 2 десетилетия издава над 70 книги в жанра научна фантастика и по този начин се нареда сред писателите с най-голям принос за научната фантастика. Някои от произведенията му са написани в съавторство с писатели като Кристофър Сташев и Кетрин де Камп и други.
Книгата му Lands Beyond, която излиза през 1952 г. и е написана в съавторство с Уили Ли, е наградена с Междунарадната награда за фентъзи. Де Камп е носител на награда Хюго, както и на наградата Grand Master Nebula.
Умира на 92-годишна възраст в Плано, щата Тексас на 6 ноември 2000 г.

### ЦикълConan(„Конан“)
- The Return of Conan (& Бьорн Найберг, Робърт Хауърд)
- Treasures of Tranicos (& Робърт Хауърд)

### ЦикълConan the Adventurer
- Introduction
- Drums of Tombalku (& Робърт Хауърд)

### ЦикълConan the Warrior
- Introduction

### ЦикълConan the Usurper
- Introduction
- The Treasure of Tranicos (& Робърт Хауърд)
- Wolves Beyond the Border (& Робърт Хауърд)

### ЦикълJohnny Black
- The Command
- The Incorrigible
- The Emancipated
- The Exalted

### ЦикълThe Complete Compleat Enchanter(„Наръчник по когнитивна магия“) (&Флетчър Прат)
- The Mathematics of Magic (Математика на магията)
- The Castle of Iron (Железният замък)
- The Wall of Serpents (Стената на змиите)
- The Green Magician (Зеленият магьосник)

### ЦикълViagens Interplanetarias
- The Animal-Cracker Plot
- Git Along!
- The Inspector's Teeth
- Rogue Queen
- The Continent Makers and Other Tales of the Viagens
- Cosmic Manhunt
- The Search for Zei
- The Tower of Zanid
- The Hand of Zei
- The Search for Zei
- The Virgin and the Wheels
- The Hostage of Zir
- The Bones of Zora (& Катерин Крук)
- The Swords of Zinjaban (& Катерин Крук)

### ЦикълNovaria
- The Goblin Tower
- The Clocks of Iraz
- The Fallible Fiend
- The Unbeheaded King
- The Honorable Barbarian

### Сборници

#### СборникConan
- Introduction (Предисловие)
- The Hall of the Dead (Залата на мъртъвците) (& Робърт Хауърд)
- The City of Skulls (Градът на слепите) (& Робърт Хауърд, Лин Картър)

#### СборникConan the Wanderer
- Introduction
- Black Tears (& Лин Картър)
- The Flame Knife (& Робърт Хауърд)

### Самостоятелни романи
- Divide and Rule
- Down in the Bottomlands and Other Places (& Harry Turtledove)
- Genus Homo (& P. Schuyler Miller)
- Land of Unreason (& Флетчър Прат)
- Lest Darkness Fall
- Literary Swordsmen and Sorcerers
- Solomon's Stone
- The Carnelian Cube (& Флетчър Прат)
- The Glory That Was
- The Incorporated Knight (& Катерин Крук)
- The Land of Unreason (& Флетчър Прат)
- The Pixilated Peeress
- The Reluctant King
- The Stones of Nomuru (& Катерин Крук)
- The Tritonian Ring
- The Undesired Princess
- The Venom Trees of Sunga